# Менабде, Владимир Леванович
Владимир Леванович Менабде (28 ноября 1896, Шемокмеди, Российская империя — 16 февраля 1981, Тбилиси, Грузинская ССР, СССР) — советский и грузинский ботаник и генетик.

## Биография
Родился 28 ноября 1896 года в Шемокмеди. В 1919 году поступил в Тифлисский политехнический институт, который он окончил в 1924 году. Будучи выпускником, в 1923 году устроился на работу в Тифлисский ботанический сад и проработал вплоть до 1930 года. С 1930 по 1938 год работал на Центральной селекционной станции Грузинской ССР. С 1938 по 1981 год работал в Институте ботаники.
Скончался 16 февраля 1981 года в Тбилиси.

## Научные работы
Основные научные работы посвящены изучению культурной флоры Грузинской ССР. Автор четырёх сортов пшеницы и одного сорта ячменя.
- Изучил пути эволюции некоторых видов пшеницы.
- Изучил роль полиплоидизации и депоплоидизации в видообразовании.
- Описал ряд новых видов пшеницы и проса.

## Избранные сочинения
- Менабде В.Л. «Пшеницы Грузии».— Тбилиси.: Изд-во АН Грузинской ССР, 1948.— 276 с.

## Членство в обществах
- 1960-81 — Академик АН Грузинской ССР.